# Naundorf
Naundorf è un comune di 2 200 abitanti della Sassonia, in Germania.

Appartiene al circondario della Sassonia Settentrionale.